# 히지키촌
히지키촌(比自岐村)은 일본 미에현 나가군에 설치되었던 촌이다. 현재의 이가시의 중부에 해당한다.